# مزار سلطان ابراهیم
مزار سلطان ابراهیم؛ نام مزاری تاریخی مربوط به دورهٔ قاجار است و در شهرستان زاوه، ۱/۵ کیلومتری غرب روستای رحمت‌آباد واقع شده و این اثر در تاریخ ۲۴ اسفند ۱۳۸۴ با شمارهٔ ثبت ۱۵۲۴۱ به‌عنوان یکی از آثار ملی ایران به ثبت رسیده‌است.